# Piriformospora indica
Espèce
Piriformospora indica est une espèce de champignons de l'ordre des Sebacinales.
Le champignon interagit en symbiose avec les racines des plantes, notamment celles de certaines plantes cultivées comme le riz.
Il peut également y avoir symbiose entre la plante Aristolochia elegans et P. indica. La mycorhize va augmenter la croissance de la plante et sa production d’acide aristolochique.

## Publication originale
- S. Verma, A. Varma, K.H. Rexer, A. Hassel, G. Kost, A. Sarbhoy, P. Bisen, B. Bütehorn, Franken P., « Piriformospora indica, gen. et sp. nov., a new root-colonizing fungus. », Mycologia, vol. 90, no 5,‎ 1998, p. 896–903